# ボロト・ジャヌジャコフ
ボロト・ジャヌジャコフ（ロシア語: Болот Джанузаков, ラテン文字転写: Bolot Dzhanuzakov、1948年10月20日 - ）は、キルギス共和国の政治家、内務官僚。キルギス共和国安全保障会議書記、キルギス国家保安庁長官等を歴任。民警中将。

## 経歴
ケミンスキー地区チィム・コルゴン村出身。1970年、フルンゼ工科大学を卒業。
- 1970年～1972年 - スリュクチンスク精肉コンビナート生産主任
- 1972年～1974年 - キルギス・コムソモールスリュチンスク市委員会書記、第一書記
- 1974年～1977年 - キルギス・コムソモール・オシュ地区委員会組織課主任
- 1977年～1982年 - キルギス・コムソモール中央委員会組織課主任
- 1982年～1983年 - キルギス共産党フルンゼ市委員会監察官
- 1983年～1987年 - フルンゼ市内務局政治課長
- 1987年～1988年 - キルギス共産党ナルィン地区委員会行政・財務機関課主任
- 1988年～1995年 - ビシュケク市内務局政治課長、副局長
- 1995年～1996年 - チュイ州内務局副局長
- 1996年～2002年 - 政府官房法保護・国防機関課主任、大統領府国防・安全保障問題課主任
- 1999年9月～2001年3月 - キルギス共和国安全保障会議書記
- 2001年1月～2002年1月 - 国家保安庁長官
- 2002年4月～2003年1月 - 大統領顧問
- 2003年1月9日～2003年12月19日 - 大統領府国防・安全保障問題課主任

2003年12月19日から大統領府副長官（2004年2月6日から第一副長官）兼組織業務・国家統制政策課主任。
2009年12月9日、自宅で不審者により暴行された。

## パーソナル
妻帯、1男2女を有する、